# Bree Van de Kamp
Bree Van de Kamp (geboortenaam Mason, voorheen Hodge) is een personage uit de Amerikaanse televisieserie Desperate Housewives, gespeeld door Marcia Cross. Bree is de perfecte huisvrouw met klasse. Zijzelf, haar huis, tuin en haar diners zijn piekfijn verzorgd; emoties en mislukkingen zijn niet aan Bree besteed. Daarnaast is ze overtuigd Republikeins en is ze een goed getraind lid van de NRA.

## Verhaallijn
Bree is getrouwd met Rex Van De Kamp, en heeft een zoon Andrew (die homoseksueel is) en dochter Danielle. Ze is een perfectioniste, wat haar man en kinderen danig op de zenuwen werkt. Meer zelfs: Rex heeft er genoeg van en vraagt de scheiding aan. Dat kan Bree niet laten gebeuren en eist dat ze samen in therapie gaan, om zo hun huwelijk te redden. Rex rijdt echter een scheve schaats: hij wordt graag seksueel gedomineerd - en weet dat dit niets voor Bree is. Hij vindt zijn soelaas bij Macy Gibbons (Sharon Lawrence). Als Bree hierachter komt, is ze zo woest dat zij nu de scheiding eist. Maar als Rex een hartaanval krijgt, wordt ze door haar kinderen verplicht om voor hem te zorgen. Zij neemt dan wraak door uit te gaan met apotheker George. Rex maakt dan duidelijk aan George dat hij geen schijn van kans maakt - waarop George ziekelijk jaloers wordt en Rex uit de weg ruimt door hem de verkeerde hartmedicatie voor te schrijven.
Ze moet, naast het regelen van de begrafenis, ook nog Rex zijn moeder opvangen, die zich met alles en nogwat gaat moeien. Ondertussen loopt George, de ziekelijke apotheker die Rex zijn pillen heeft gewisseld en zo de dood van Rex op zijn geweten heeft, ook nog vrij rond. Hij probeert niet lang na de begrafenis Bree terug het hof te maken - en niets of niemand zal hem in de weg staan. Stillaan wordt echter voor Bree duidelijk dat George ziekelijk geobsedeerd is, en als ze uiteindelijk ontdekt dat hij haar man heeft vermoord, stort ze in en laat hem sterven (George probeert haar sympathie op te wekken bij een zelfmoordpoging, maar faalt en sterft). Door al haar problemen is Bree nogal verkikkerd geworden aan wijn: na een aantal confrontaties met haar drankprobleem (door onder andere Lynette Scavo) gaat ze, met tegenzin, naar de Anonieme Alcoholisten.
Naast de problemen met de schoonmoeder, de begrafenis van Rex, alcoholisme en ziekelijke George, is er nog haar zoon Andrew die het leven van Bree zuur maakt: hij trekt zich niets aan van Brees morele bezwaren tegen zijn homoseksualiteit en wil zich voor een rechter tot volwassene laten verklaren: hij klaagt haar aan voor slagen en verwondingen - en dit echter allemaal om geld los te krijgen voor een auto. Als zijn grootouders echter opdagen, en zij Andrews homoseksualiteit ontdekken, onterven ze Andrew en is hij verplicht bij zijn moeder te blijven. Hij zint echter op wraak en slaapt met Brees AA mentor. Bree gooit Andrew uiteindelijk buiten. Bree laat zich opnemen in een kliniek voor psychische stoornissen, waar ze Orson Hodge (gespeeld door Kyle MacLachlan) leert kennen. Mike blijkt Orson echter te kennen, waardoor Orson om een of andere reden in paniek geraakt en Mike omver rijdt met zijn auto.
Orson is helemaal dé man voor Bree: net als haar staat hij op punktueel zijn, op orde en op netheid. Maar Orson draagt zijn verleden met zich mee: hij was al eens getrouwd met Alma, en Alma is opeens spoorloos verdwenen. Al snel slaat de verdenking op Orson. Carolyn Bigsby (Laurie Metcalf), een goede vriendin van Alma, verdenkt hem ervan haar vermoord te hebben en laat Bree weten wat haar gedachten over Orson zijn, waardoor Bree gaat twijfelen over de eerlijkheid en oprechtheid van Orson. Hij kan echter alles (verbazingwekkend genoeg) weerleggen. Ondertussen wordt er ook een lijk gevonden: een roodharige vrouw ligt begraven op een bouwwerf. Er wordt gedacht dat het om Alma gaat, maar het blijkt ze niet te zijn. Orson doet echter alsof hij de vrouw niet kent, maar kent haar wel degelijk: Monique Polier, een stewardesse en zijn minnares voor wie hij Alma ging verlaten. Doch, Monique had ook een affaire met Harvey Bigsby (de man van Carolyn). Als Carolyn hierachter komt, gaat ze volledig door het lint en trekt ze met geladen pistool naar de supermarkt waar haar man werkt, en richt hier een ware ravage aan.
Alma is echter nog in leven: ze zint namelijk op wraak! Alma is namelijk al heel haar leven gek van Orson, en heeft hem via een list in het huwelijk kunnen leiden. Hij is dan onder druk van zijn moeder met haar getrouwd. Orson zag Alma echter niet graag, en is dus een affaire begonnen met Monique. Zijn moeder en Alma kwamen hier echter achter en waren daar niet gelukkig mee: voor zijn moeder is Tot de dood ons scheidt geen loze belofte, en zij vermoordt Monique. Mike was echter net bezig met het herstellen van Moniques vaatbak, en komt net aan als Orson en zijn moeder Gloria het lijk proberen uit de weg te ruimen. Daarom heeft Orson Mike overreden: Mike kende Orson ergens van, maar wist hem niet meer te plaatsen. Orson is dan ook als de dood dat als Mike uit zijn coma ontwaakt, hij hem zal aanwijzen als de dader.
Ondertussen proberen Alma en Gloria ook Bree uit de weg te ruimen: eerst proberen ze Orson via een list te verkrachten en zo bij Bree weg te lokken (Alma wilde zwanger worden en Orson zou haar dan niet als alleenstaande moeder achterlaten); daarna saboteren ze een ladder waar Bree opkruipt; en uiteindelijk probeert Gloria Bree te vermoorden als ze moet rusten na de val van de ladder. Andrew en Orson kunnen Bree nog net op tijd redden, maar Gloria valt en is voor de rest van haar leven verlamd. Alma valt van het dak, waardoor ze komt te overlijden.
Als Gloria en Alma verdwenen zijn, vindt Orson het hoog tijd voor een echte huwelijksreis. Danielle, Brees dochter, is haar reputatie van ‘Van de Tramp’ niet kwijtgespeeld: integendeel, ze geraakt zwanger van Austin, die op dat eigenste moment een relatie heeft met Julie Mayer. Als Bree dit ontdekt, neemt ze Danielle mee op huwelijksreis: ze brengt haar naar een streng nonnenklooster waar Danielle moet blijven tot ze bevallen is. Bree zal ondertussen de schijn hoog houden, en loopt met een valse buik rond, zodat het lijkt alsof zij zwanger is. Danielle zit al die tijd voor de buitenwereld in Zwitserland.